# Domači golob
Domači golob (znanstveno ime Columba livia domestica ali Columba livia forma domestica) je podvrsta goloba, ki je bila pridobljena iz skalnega goloba. Skalni golob je najstarejša udomačena ptica na svetu. Mezopotamski klinopis v obliki tablic omenja udomačitev golobov pred več kot 5000 leti, prav tako tudi egiptovski hieroglifi. Raziskave pa kažejo, da se je udomačitev golobov zgodila že pred 10.000 leti.

## Orientacija
Izučeni domači golobi se lahko vrnejo na domače podstrešje, če jih izpustijo na mestu, ki ga še nikoli niso obiskali in je oddaljeno do 1000 km. Da bi se golob moral vrniti domov z neznane lokacije, sta potrebni dve vrsti informacij. To sta "zemljevidni smisel" in "kompasni smisel", da bi prišli do svojega doma. Vendar se oba čuta v različnih situacijah odzivata na več različnih znakov. Najbolj priljubljena predstava o tem, kako golobi to zmorejo, je ta, da lahko zaznajo Zemljino magnetno polje z drobnimi magnetnimi tkivi v glavi (potrebna je magnetorecepcija). To je še toliko bolj presenetljivo, saj niso selivke, kar je dejstvo, ki ga nekateri ornitologi uporabljajo za izpodbijanje te teorije. Druga teorija je, da imajo golobi občutek za kompas, ki uporablja položaj sonca, skupaj z notranjo uro, za določanje smeri. Vendar pa so študije pokazale, da če magnetne motnje ali spremembe ure ovirajo ta čutila, lahko golob še vedno uspe priti domov. Spremenljivost učinkov manipulacij na golobe teh pomenov kaže na to, da obstaja več kot ena iztočnica, na kateri temelji navigacija, in da se zdi, da se smisel zemljevida opira na primerjavo razpoložljivih znakov. S selektivno rejo je bila razvita posebna pasma, imenovana poštni golob, ki prenaša sporočila, pripadniki te sorte golobov pa se še vedno uporabljajo v golobjem športu in dirkah belega izpusta na porokah ter pogrebih.

## Zgodovina
Golobi so prispevali k velikem pomenu človeštvu, zlasti v vojnih časih. V vojni so golobje sposobnosti izkoristili tako, da so postali glasniki. Vojni golobi so prenašali veliko življenjskih sporočil, nekateri pa so bili okrašeni za svoje službe. Dobivali so različne medalje, kot sta Croix de guerre, ki jo je prejel Cher Ami, in Dickinova medalja, ki je bila podeljena goloboma G.I. Joe in Paddy. 